# Compagnie nationale des experts de justice en informatique et techniques associées
La Compagnie Nationale des Experts de Justice en Informatique et Techniques Associées (CNEJITA) est une association française sans but lucratif créée en 1992. Elle regroupe les experts de justice inscrits sur les listes des cours d’appel dans les spécialités des technologies du monde numérique. Elle est également ouverte à des membres correspondants.
Les experts de la CNEJITA ont prêté serment. Ils interviennent à la demande des tribunaux en matière civile, pénale ou commerciale. Ils sont également susceptibles d’intervenir en tant que conseils techniques d’une des parties dans des contextes de pré-contentieux ou de contentieux. La CNEJITA favorise la rencontre, la concertation et le perfectionnement de ses membres. Elle adhère au Conseil national des compagnies d'experts de justice (CNCEJ) et à  l’Institut européen de l’expertise et de l’expert (EEEI).
Son Président est Daniel MOULY depuis le 16/06/2020.

## Activités

### Séminaires et de journées techniques
La CNEJITA organise des séminaires et journées techniques. Ils répondent aux besoins de formation résultant des évolutions rapides de l’informatique,, des télécommunications et plus généralement du monde numérique. Ces journées sont appuyées par des moyens de télé-participation destinés aux membres distants. En fonction des thèmes traités, certaines journées sont ouvertes aux participants extérieurs.

### Colloques nationaux et de rencontres thématiques
La CNEJITA organise des colloques nationaux ainsi que des petits-déjeuners et diners-débats ouverts  aux acteurs de l’expertise numérique : juges, avocats, associations, huissiers, services de police ...)
Les colloques les plus récents ont eu pour thèmes :	
- « L’évaluation des préjudices dans le monde numérique : Les liens de causalité au cœur de la démonstration »
- « Constats et saisies informatiques : Une  mission à risques, agir et décider face aux imprévus du terrain »
- « L’avis de l’expert et la résolution des litiges dans le monde numérique »
- «  La preuve numérique à l’épreuve du litige : Quand l’information numérique fait la preuve »
- « Constats et saisies informatiques : Contradictoire et confidentialité »

Les actes de ces colloques sont disponibles en ligne sur le site de la CNEJITA.

### Relations avec les différents acteurs du monde numérique
La CNEJITA entretient des liens étroits avec les différents acteurs du monde numérique, magistrats, avocats, services de police, associations, huissiers, laboratoires d’investigation. Ceux-ci sont régulièrement invités à intervenir lors des journées techniques et participent à des débats ou groupes de réflexion sur des sujets techniques ou de méthodologie.

### Entretien et animation d’outils collaboratifs de partage de connaissances techniques
La CNEJITA met à la disposition de ses membres différents outils d’échanges d’expériences et de partage des connaissances :  forum de messagerie, blog, documents partagés, observatoire…
A une question posée sur le forum de messagerie, des réponses sont immédiatement apportées. Les sujets traités sont nombreux et variés : Outils et techniques d'investigation numérique, procédure et questions déontologiques, bonnes pratiques,  règles de l'art et évolutions… Une base de connaissances expertales, réservée aux membres, permet de partager les connaissances et expériences des experts.

## Organisation

### Comité directeur
- Président : Daniel MOULY
- Vice-président : Antoine Laureau
- Secrétaire général  : Michel CAPPELLI
- Trésorier : Fabien CLEUET

Les anciens présidents sont Nathan Hattab, Stéphane Lipski, Philippe Jacquemin, Jean-Raymond Lemaire, serge Migayron, Philippe Aymar, Fabien CLEUET.

### Commission de déontologie et Groupes de travail
Le président de la Commission de déontologie est Michel ENTAT et les groupes de travail sont :
- Groupe « Expertise civile »
- Groupe « Constats et saisies »
- Groupe « Expertise privée »
- Groupe Constats